# Catch Me -If you wanna-
《Catch Me -If you wanna-》是韩国男子团体東方神起在日本发行的第36张单曲。于2013年1月16日由avex trax公司发行。

## 概要
单曲分为「CD+DVD」「只CD」「Bigeast盤」三种版本发行。距离上张单曲发行约半年。附属DVD中收录了《Catch Me -If you wanna-》与《I Know》两首歌的MV与《Catch Me -If you wanna-》MV的拍摄过程（只在初回限定盘中收录）。上首有MV制作的B面曲还是第32张单曲《Superstar》的B面曲《I Don't Know》。
初回限定版本封入特典是封面大小的卡片（6種中随机封入1种）。「只CD」版本有CD-EXTRA与在a-nation上现场表演的《MAXIMUM》影片

## 收录歌曲

### CD+DVD
CD
1. 《Catch Me -If you wanna-》 [4:40]
  - 作詞、作曲、編曲：俞永鎮、日本語詞：H.U.B.

关西电视台・富士电视台系电视剧《沙希》主題歌[參⁠ 3]
韓国发售的第六张专辑《Catch Me》主打曲的日语版本。
上次在单曲中收录韓国发行歌曲的日语版本是两年前发行的第31张单曲《Why? (Keep Your Head Down)》。
2. 《I Know》 [4:26]
  - 作詞：井上慎二郎（日语：井上慎二郎）、作曲：T-SK・TESUNG Kim・Andrew Choi

关西电视台・富士电视台系談話節目《凯瑟琳三世（日语：キャサリン三世）》片尾曲[參⁠ 4]
日语原创的抒情曲。
3. 《Catch Me -If you wanna-》 -Less Vocal-
4. 《I Know》 -Less Vocal-

DVD
1. 《Catch Me -If you wanna-》 -Video Clip-
2. 《I Know》 -Video Clip-
3. 《Catch Me -If you wanna-》 (Off Shot Movie)（只初回限定盤有收录）

### 只CD
1. 《Catch Me -If you wanna-》
2. 《I Know》
3. 《I Know》 -unplugged version- [3:59]
4. 《Catch Me -If you wanna-》 -Less Vocal-
5. 《I Know》 -Less Vocal-

[CD-EXTRA] MAXIMUM(a-nation 2012 stadium fes.ver)

### Bigeast盤
- CD与[CD+DVD]版同内容。